# Người tình trên chiến trận
Người tình trên chiến trận là một tuồng cải lương bi tình võ hiệp nổi tiếng và đi vào huyền thoại của nghệ thuật Cải lương Việt Nam, do soạn giả Mộc Linh và Nguyên Thảo sáng tác. Vở cải lương được đánh giá là vô cùng ăn khách vào những năm thập niên 70 của thế kỷ trước. Đây được xem là vở tuồng gắn liền với tên tuổi của Nghệ sĩ Mỹ Châu, góp phần đưa cô chạm đến đỉnh cao nghệ thuật.

## Lịch sử
Người tình trên chiến trận được đôi soạn giả Mộc Linh và Nguyên Thảo chấp bút theo một tiểu thuyết võ hiệp của Hồng Kông, theo trào lưu phim chưởng rất thịnh hành tại Sài Gòn vào đầu thập niên 1970. Người tình trên chiến trận lấy bối cảnh nước Tây Hạ đầu thế kỷ XIII đang chịu họa xâm lăng của các bộ lạc Mông Cổ, nhưng tuồng tích xoay quanh mối tình của hai con người khác huyết thống chứ không chủ trương đề cập chiến sự.

## Nội dung
Trên đường chạy loạn, mẹ con Tiêu Kim Yến được một lão lang y Mông Cổ kì dị cứu nạn, lão tỏ ra rất quý trọng dân Đảng Hạng. Quân Mông Cổ sắp sang sông, người Đảng Hạng thua mãi phải để một toán quân nhỏ do Cổ Thạch Xuyên (phu quân Tiêu Kim Yến) cầm đầu chịu hiến thân để phần đông quân dân có thời gian chạy xa hơn.
Cổ Thạch Xuyên cự được ít lâu thì gục hẳn, chàng bị chủ súy Mông Cổ là A Khắc Lữ bắt giam vì phần nào ông tôn trọng khí phách viên tì tướng này. Nhưng chẳng ngờ đứa con gái nuôi A Khắc Thiên Kiều vì mê dũng khí hiên ngang và cả nhan sắc oai hùng của Cổ Thạch Xuyên mà lén tháo cũi cho chàng trốn thoát.
Tiêu Kim Yến chạy nạn bất thành, bị quân Mông Cổ bắt được, thấy nàng có nhan sắc bèn ép làm tì thiếp tướng A Khắc Lữ. Cổ Thạch Xuyên mấy lần lẻn vào toan cứu nhưng bị đánh trọng thương và bất tỉnh ngay trước trướng Thiên Kiều. Thiên Kiều gọi lão lang tới chữa thương cho Cổ Thạch Xuyên, bất giác mừng ra mặt vì nom Thiên Kiều rất quý mến dân Tây Hạ mà đồng thời đau xót trước sự phụng hiến của nàng.
A Khắc Chu Sa (con ruột của A Khắc Lữ) phát giác, bèn gọi cha tới. Trước sự van nài chí tình của Thiên Kiều, A Khắc Lữ chẳng nỡ giết Cổ Thạch Xuyên, nhưng để trừ họa, A Khắc Lữ bắt chàng làm nô lệ và chuẩn bị theo đoàn mã phu hộ tống Thiên Kiều về Mông Cổ.
Tiêu lão mẫu sức đã yếu vẫn ráng chống gậy tới doanh Mông Cổ tìm con. Vừa hay gặp lại lão lang y không ăn mặc lem nhem như dạo trước, bà nhận ra chính là Tiêu Minh, người chồng đầu ấp tay gối cách đây mười năm đã biệt tích cùng con gái lớn Tiêu Kim Phụng trong một chuyến đi buôn. Bà gặng hỏi tin con mà ông nghẹn ngào không nói. Bấy giờ Thiên Kiều trong trướng đi ra liền hô thuộc hạ bắt giam Tiêu lão mẫu vì nghi bà dò thám binh tình.
Ngày Thiên Kiều về Mông Cổ, Chu Sa không dằn được nữa bèn kể hết nỗi lòng cho nàng.Chu Sa từ lâu đã yêu thầm Thiên Kiều và biết được rằng Thiên Kiều với mình không phải là anh em ruột.  Vì việc này Chu Sa bị cha quở ghê gớm, trong cơn uất hận, chàng bèn phóng ngựa như bay về đồn Tây Hạ.
Đương lúc quân doanh rối loạn, Tiêu Kim Yến giải thoát cho Cổ Thạch Xuyên, nhưng bị Thiên Kiều bắt gặp. Thiên Kiều sai người hành hạ tàn nhẫn mẹ con Tiêu Kim Yến cho thỏa hờn ghen. Lúc ấy, lão lang Tiêu Minh phải ra can và nói cho nàng rõ cội nguồn, rằng nàng chính là Tiêu Kim Phụng.
Lát sau Chu Sa trở về, mình mẩy bầm dập vì vừa bị quân Tây Hạ đánh. Trong cơn tức vô bờ, chàng ra đường gươm định giết Cổ Thạch Xuyên. Nào ngờ A Khắc Thiên Kiều xông ra hứng trọn. Chu Sa vội đỡ lấy Thiên Kiều, trong cơn hấp hối, nàng thổ lộ muốn được chuộc những lỗi lầm với người thân và xin cha nuôi cho họ được về quê cũ. Thiên Kiều chết, Chu Sa cũng rút gươm tự sát.
A Khắc Lữ bần thần cúi đầu nhìn đoàn người Đảng Hạng đi khuất dần. Ngài cứ đứng như pho tượng với những đắng cay mất mát mà không chiến công nào bồi đắp được.

## Ảnh hưởng
Đầu thập niên 1970, trong khí thế chiến tranh hai miền đang hồi khốc liệt, công chúng thành thị Việt Nam Cộng hòa nói chung rất chuộng các văn hóa phẩm đề cao hòa bình thế giới và hòa giải giữa các dân tộc. Do đó, để làm mới lạ xu hướng này, nghệ thuật miền Nam thường khai thác các đề tài như cổ trang, võ hiệp, huyền thoại... Điểm khác lạ nữa mà Người tình trên chiến trận tích cực khai thác, là do chọn bối cảnh xã hội du mục nên buộc đoàn diễn phải chuẩn bị lượng phục trang và đạo cụ rất tốn kém, đặc biệt là nhiều áo giả lông thú trong thời tiết nóng bức ở miền Nam. Vì thế, Người tình trên chiến trận đương thời cũng được xếp vào hạng tuồng chỉ dành cho lớp khán giả thượng lưu, bởi giá vé rất đắt để bù phí tổn, mà đồng thời, chỉ những đoàn lớn mới dựng được. Cũng bởi thế, được diễn tuồng này là cơ hội vàng để vươn lên thành minh tinh của các tài tử ít tên tuổi.
Người tình trên chiến trận ra mắt khán giả lần đầu tiên trên sân khấu đoàn cải lương Kim Chung, sau đó được thu dĩa nhựa với các tài tử: Minh Vương, Thanh Tuấn, Mỹ Châu, Thanh Kim Huệ, Thanh Sang, Hồng Nga, Diệp Lang. Tác phẩm nhanh chóng trở nên nổi tiếng ở miền Nam, làm nổi bật hơn nữa tên tuổi của một số nghệ sĩ tham gia vở diễn, đặc biệt nhất là "Nữ hoàng kiếm hiệp" Mỹ Châu đã thủ vai nữ chính rất thành công với hình tượng tiểu thơ A Khắc Thiên Kiều được đông đảo khán giả mến mộ.
Trong khoảng nửa thế kỷ từ lần đầu công diễn, Người tình trên chiến trận vẫn đứng vững ở danh mục 10 vở cải lương đặc sắc, với tiêu chí thường xuyên được khán giả yêu cầu và cũng thường xuyên được dựng nhất. Vở diễn là một trong những vai ưu tú của đôi nghệ sĩ Mỹ Châu (thập niên 1970) và Lệ Thủy (thập niên 1990) với hình tượng tiểu thơ A Khắc Thiên Kiều. Các tuyến nhân vật còn lại, nghệ sĩ Diệp Lang với A Khắc Lữ, Thanh Tuấn với A Khắc Chu Sa, Minh Phụng hay Minh Vương với Cổ Thạch Xuyên, cũng được coi là khó ai thế chỗ được.

### Phát hành
- Người tình trên chiến trận: Cải lương nguyên tuồng (cassette). Đạo diễn: Loan Thảo, Hoàng Việt; cổ nhạc: Văn Vĩ, Năm Cơ, Tư Huyện, Hai Thơm; tân nhạc và hòa âm: Đức Phú; tài tử: Minh Vương, Thanh Tuấn, Mỹ Châu, Thanh Kim Huệ, Thanh Sang, Hồng Nga, Diệp Lang. Công ty TNHH Dĩa-hát Việt Nam, thập niên 1970
- Người tình trên chiến trận: Trích đoạn cải lương (cassette, CD). Tài tử: Minh Phụng, Mỹ Châu, Kim Tử Long, Phương Quang, Đức Minh. Công ty TNHH Dĩa-hát Việt Nam, thập niên 1990
- Người tình trên chiến trận: Cải lương (VHS, VCD, DVD). Đạo diễn: Diệp Lang, Hải Vân; hòa âm: Thái An, Hoàng Thành, phục trang: Tám Trống; mĩ thuật: Đinh Công Khải, Dương Minh Chí; giám chế: Lương Hoành; tài tử: Lệ Thủy, Minh Phụng, Thanh Tuấn, Út Bạch Lan, Diệp Lang, Phương Quang, Thoại Miêu, Trần Thanh, Tường Bình. Trung tâm Băng nhạc Làng Văn, thập niên 1990